# Quimioclina
La quimioclina es una clina (de inclinacion, en este caso gradiente) provocada por un gradiente vertical químico fuerte en una distancia vertical corta dentro de un cuerpo de agua. Una quimioclina es similar a la termoclina, siendo la frontera entre las aguas tibias y frías de un océano, mar, lago, o cualquier otro cuerpo de agua. En algunos casos la termoclina y la quimioclina coinciden. 
Las quimioclinas ocurren generalmente en donde las condiciones locales favorecen la formación de zonas profundas anóxicas o hipóxicas.

## Otros tipos de clinas
- Termoclina - Una clina basada en la diferencia en temperatura de agua
- Haloclina  - Una clina basada en la diferencia en salinidad de agua
- Pycnoclina - Una clina basada en la diferencia en densidad de agua

## Lecturas recomendadas
- Neretin, Lev N. ed. Agua pasada y Presente Anoxia de Columna. Dordrecht (Netherlands), Salmer, 2006.
- O'Sullivan, Patrick E., y Colin S. Reynolds, eds. El Manual de Lagos: Limnología y Limnetic Ecología. Oxford, Blackwell, 2004.
- Stolp, Heinz. Ecología microbiana: Organismos, Hábitats, Actividades. Cambridge, Cambridge Prensa Universitaria, 1988.

- Datos: Q1069616